# Earthworm Jim 3D
Earthworm Jim 3D ( с англ. - «Черв'як Джим 3D» ; скор. EWJ3D ) - відеогра серії Earthworm Jim в жанрі платформер, розроблена студією VIS Entertainment і видана компанією Interplay Entertainment для ігрової приставки Nintendo 64 в 1999 році. У наступному році Earthworm Jim 3D була портована на персональні комп'ютери під керуванням Windows, а в 2009 році стала доступною в сервісі цифрової дистрибуції Steam .
Гра є першою та єдиною частиною серії, виконаної в тривимірній графіці . За сюжетом на голову хробака Джима впала корова, через що він потрапив до лікарні, де лежить у комі. Для того, щоб вибратися з неї, черв'як повинен знайти у своїй підсвідомості мармурові кульки та золоті вим'я, а також здолати лиходіїв, які перемістилися у свій мозок . Гравцю доступні такі розділи мозку Джима, як пам'ять, щастя, страх і фантазія, в яких потрібно знищувати ворогів за допомогою різної зброї та збирати предмети: кульки мармуру дозволяють Джиму повертати розумові здібності та відкривати нові рівні, а золоті вим'я – отримувати доступ до різних розділів мозку.
Розробка Earthworm Jim 3D тривала три роки. За цей час команда творців зіткнулася з безліччю труднощів, через що випуск неодноразово відкладався, а з самої гри було видалено багато рівнів та персонажів, версію ж для приставки PlayStation скасували. Вихід Earthworm Jim 3D був неоднозначно зустрінутий ігровою пресою. Деякі оглядачі позитивно поставилися до дизайну рівнів та звукового супроводу, проте ряд рецензентів розчарувалися в Earthworm Jim 3D через технічні недоробки та незручну систему камер.

## Ігровий процес

Джим стріляє у ворога із бластера. На відміну від попередніх ігор серії, в Earthworm Jim 3D необхідно збирати кульки мармуру та золоті вим'я для проходження

Earthworm Jim 3D являє собою гру в жанрі платформер, виконану в тривимірній графіці . Ігрова механіка схожа з іншими представниками жанру на Nintendo 64, такими як Super Mario 64, Banjo-Kazooie та Donkey Kong 64 .
Нові локації в розумі Джима відкриваються шляхом збору золотих вим'я, а нові рівні в кожній локації відкриваються збором мармурових кульок, які підвищують розумність Джима. Про основні завдання розповідає священна корова споглядання. Як і в попередніх іграх Earthworm Jim, незважаючи на численні елементи платформера, основним бойовим методом Джима є стрілянина зі свого бластера. В ігрових автоматах також можна отримати іншу зброю. За допомогою деякого з них можна цілитися з камерою від першої особи, що дозволяє стріляти у важкодоступних ворогів та об'єктів. Запас кожної зброї обмежений. У деяких випадках потрібно виконувати певні завдання, наприклад пройти деяку ділянку за обмежений час або битися з босом .
У Джима присутні окуляри здоров'я . Якщо персонаж буде схильний до атаки ворога, наткнеться на небезпечний об'єкт або впаде з великої висоти, то окуляри здоров'я зменшуватимуться. Поповнювати їх можна збиранням мармурових кульок, а також молекул, які вилітають із знищених ворогів. Крім зброї, у Джима присутні такі можливості, як вертушка (Джим крутить своєю головою як пропелером, дозволяючи короткочасно летіти), високий стрибок (дозволяє Джиму застрибувати на високі об'єкти), атака хлистом (Джим використовує себе як хлиста) і ухилятися від зброї ворогів, а також котитися по землі).

## Сюжет
Коли Джим грав на акордеоні, на його голову раптово впала корова, через що він потрапив до лікарні, де перебуває в стані коми. Джим прокидається у своєму розумі і виявляє, що він збожеволів. Лиходії з його минулого оселилися в його розумі, і якщо щось не станеться найближчим часом, Джим залишиться в комі назавжди. Його супер-его б'ється в розумі, щоб зупинити безумство. Для того, щоб відновити своє психічне здоров'я, він повинен знайти всі золоті вим'я, а для підвищення розуму мармурові кульки. Коли Джим входить у свій розум, він дізнається, що чотири локації розуму були взяті під контроль його лиходійськими суперниками, про що йому повідомляє священна корова споглядання. Джим повинен зібрати золоті вим'я, щоб відкрити інші локації, і кульки мармуру, щоб розблокувати рівні у локаціях. У результаті Джим перемагає чотирьох лиходіїв, які взяли на себе володіння локаціями його розуму, і нарешті виходить із коми.

## Розробка та вихід гри
Незабаром після виходу Earthworm Jim 2 студія Shiny Entertainment була куплена компанією Interplay Entertainment, яка потім взяла на себе їхні проекти. Також над франшизою Earthworm Jim працювала VIS Entertainment, і було вирішено, що як і в багатьох платформерах того часу, таких як Mario та Sonic the Hedgehog, геймплей буде переведений у 3D . Розробка почалася 1996 року; спочатку Earthworm Jim 3D планувався до виходу влітку 1998 року, проте технологія затяглася до трьох років  .
З тривалим циклом розробки виникли проблеми. Багато вмісту з превью і рекламних матеріалів вже не було у фінальній версії, особливо це виявилося в тому, що в остаточній версії гри в локації «страх» лиходієм був кіт Зловред, де спочатку як лиходій виступав професор Мавпаноголовий. Багато рівнів були просто видалені з фінальної версії гри (наприклад, рівень, де Джим зменшено до розміру мурахи і бігає по дому). Крім того, Злий Джим, злісний двійник Черв'яка Джима з мультсеріалу, як повідомлялося, був частиною гри. Ранні скріншоти та відеоматеріали також відображали Джима на кишеньковій ракеті у гонках та інших місіях, а також сноуборд.
На той час оригінальний дизайнер серії Девід Перрі продав права на серію. Персонажі були перероблені для переходу від скролінгового 2D в 3D. Перрі та оригінальний творець серії Дуг ТенНейпел спочатку брали участь у розробці гри як другорядних консультантів, але були звільнені з невідомих причин. Обидва заявили, що вони ненавиділи все, що було зроблено з Earthworm Jim 3D, але юридично не могли нічого вдіяти. ТенНейпел сказав, що відчуває серію «зруйнованої». Проблеми з частотою кадрів та анімацією, як і раніше, виникали у грі, коли вона розробка була на 70 % завершена. Спочатку планувалося випустити гру на PlayStation, але в результаті від цього відмовилися.
Реліз Earthworm Jim 3D відбувся 31 жовтня 1999 для Nintendo 64 в США, де видавцем виступила компанія Rockstar Games, а 17 грудня того ж року гра вийшла в Європі . 29 червня наступного року відбувся випуск портованої версії для персональних комп'ютерів під керуванням Windows . 4 листопада 2009 року Earthworm Jim 3D стала доступною в сервісі цифрової дистрибуції Steam .

## Оцінки та думки
Earthworm Jim 3D отримала від рецензентів неоднозначні відгуки. На сайті GameRankings середня оцінка складає 59,32 % , а на MobyGames - 70 балів зі 100 можливих  . Гра не розглядалася як провал чи успіх. У багатьох оглядах Earthworm Jim 3D називають нудною, посередньою і нездатною конкурувати з багатьма іншими аналогічними, найкращими платформними іграми, такими як Super Mario 64, Rayman 2 або Banjo-Kazooie .
Серйозні претензії висловлені на сайті GameSpot Джеймсом Мілке про систему камер: він писали, що створювалося відчуття, ніби камера мала «камікадзе-місія зі знищення гри»  . Метт Касамассіна ( IGN ) був трохи більш поблажливим до гри, хвалюючи звук і графіку, але як і раніше критикуючи камеру і управління  .
Портована версія гри на Windows отримала здебільшого негативні відгуки від преси. На сайтах GameRankings та MobyGames середня оцінка складає відповідно 55,70 % і 68 балів із 100   . На GameSpot зробили висновок: «У Earthworm Jim 3D є щось, що відштовхує всіх людей від гри. Шанувальники серії будуть розчаровані тьмяним перекладом персонажів у 3D, решта буде розчарована жахливою камерою»  . Подібну думку залишили на сайті IGN  .